# ザ・ナイト・オブ
『ザ・ナイト・オブ』(The Night Of) は、2016年に放送されたアメリカ合衆国の犯罪ドラマ。全8話。2008年のイギリスのテレビドラマシリーズ"Criminal Justice"の第1シーズンのリメイクである。プロデュースと脚本をリチャード・プライスとスティーヴン・ザイリアンが担当し、 ザイリアンは監督も手がけている（第4話のみジェームズ・マーシュが監督）。
2016年7月10日よりHBOで放送された。なお、第1回は同年6月24日にHBOのオンデマンドサービスで先行配信された。
プライムタイム・エミー賞のリミテッドシリーズ/テレビ映画部門で、リズ・アーメッドが主演男優賞を受賞したのを始め、撮影賞、編集賞、音響編集賞、音響ミキシング賞の計5部門で受賞した。
日本ではスター・チャンネル、Hulu、Amazonビデオなどで放送・配信されている。本記事ではAmazonビデオにおける名称を使用する。スター・チャンネルでの日本語タイトルは『ナイト・オブ・キリング 失われた記憶』でサブタイトルも異なる。

## キャスト

### メイン
※括弧内は日本語吹替。
- ジョン・タトゥーロ（佐々木睦） : ジョン・ストーン : 海千山千の弁護士
- リズ・アーメッド（武内駿輔） : ナズ・カーン : パキスタン系のアメリカ人の学生、容疑者
- ビル・キャンプ（金尾哲夫） : ボックス : 事件を担当する刑事
- ペイマン・モアディ（志村知幸） : サリム・カーン : ナズの父親、タクシー運転手
- プールナ・ジャガナサン（山本留里佳） : サファー・カーン : ナズの母親
- ソフィア・ブラック＝デリア（能登麻美子） : アンドレア・コーニッシュ :　殺人の被害者
- アフトン・ウィリアムソン : ウィギンズ : 警官
- Ben Shenkman : クレイン : 警官
- ジーニー・バーリン : ヘレン・ワイス : 地方検事
- Paul Sparks：ドン・テイラー : アンドレアの義父
- ネッド・アイゼンバーグ : ローレンス・フェルダー : 判事
- マイケル・ケネス・ウィリアムズ（竹田雅則） : フレディ・ナイト : 囚人のボス
- グレン・ヘドリー（土門敬子） : アリソン・クロウ : 著名な法律事務所の弁護士
- アマラ・カラン（うえだ星子） : チャンドラ・カプール : クロウの部下の弁護士、インド系
- Kirk "Sticky Fingaz" Jones : ウォーカー : 囚人
- Ashley Thomas : カルヴィン・ハート : 囚人
- パウロ・コスタンゾ : レイ・ホール : フィナンシャル・アドバイザー
- Chip Zien　: カッツ : 病理学者
- Glenn Fleshler : ロス : 判事
- Nabil Elouahabi : ユースフ : タクシー運転手
- Mohammad Bakri : タリク : タクシー運転手

## あらすじ
ニューヨークに住むパキスタン系の学生のナズは若い女の惨殺事件に巻き込まれて容疑者となる。うらぶれた弁護士のストーンとインド系の女性弁護士のチャンドラがナズの弁護士となり、ナズの無実を証明しようとする。ナズの家族の生活は崩壊し、ナズは拘置所で囚人のボスの子分となり、次第に暗い面が現れて行く。ナズを逮捕した刑事は、次第に他の容疑者への疑いを深める。ナズは無罪となるが、元の彼に戻ることはない。

## エピソード
| 通算 話数 | タイトル                                | 監督                     | Teleplay by                                     | 放送日                                     | U.S.視聴者数 (百万人) |
| --- | --------------------------------------- | ------------------------ | ----------------------------------------------- | ------------------------------------------ | --------------------- |
| 1 | "ビーチ" "The Beach"                    | スティーヴン・ザイリアン | リチャード・プライス                            | 2016年6月24日 (online) 2016年7月10日 (HBO) | 0.774                 |
| 2014年10月、ニューヨークに住むパキスタン系アメリカ人の学生のナズ・カーンは、無断で父のタクシーを運転してパーティーに向かう。途中で若い女性のアンドレアを拾い、彼女の家でドラッグとセックスの一夜を過ごす。だがナズが目を覚ますと、アンドレアは刺殺されており、ナズには記憶がない。ナズはタクシーで逃げだすが、交通違反で警察に止められる。アンドレアの殺人現場が発見され、警察の身体検査でナズの体からナイフが発見され、目撃証人はナズを名指しする。ボックス刑事に取り調べられ、弁護士を要求するがかなえられない。弁護士のジョン・ストーンがナズを見つけ、彼の弁護を申し出る。 |                                         |                          |                                                 |                                            |                       |
| 2 | "狡い獣" "Subtle Beast"                 | スティーヴン・ザイリアン | リチャード・プライス                            | 2016年7月17日                              | 1.28                  |
| ストーンは誰とも話さないようナズに言う。ボックスはアンドレアの義父のタイラーに遺体を確認させる。ナズの両親が署に来て息子と話し、その会話は密かに録音される。ボックスはナズの自白を引き出せず、殺人罪容疑で告発する。ナズは罪状認否で無罪を主張し、ライカーズ島の拘置所に送られる。 |                                         |                          |                                                 |                                            |                       |
| 3 | "暗い箱" "A Dark Crate"                 | スティーヴン・ザイリアン | リチャード・プライス                            | 2016年7月24日                              | 1.20                  |
| ストーンはナズの両親に、固定弁護料5万ドルを提示する。メディアの注目を集めたい弁護士のアリソン・クロウが無償で弁護を申し出る。他の運転手とタクシーを共同所有するナズの父は、タクシーが証拠として返還されないために収入を失う。ストーンは拘置所を訪れて、自分が首になったことを知る。拘置所内の囚人のボスのフレディは、ナズが他の囚人に狙われていると語り、保護を申し出るがナズは返事を保留する。夜、ナズのベッドが燃やされる。 |                                         |                          |                                                 |                                            |                       |
| 4 | "駆け引き" "The Art of War"             | ジェームズ・マーシュ     | リチャード・プライス                            | 2016年7月31日                              | 1.34                  |
| ストーンは首になった後も事件を調べてアンドレアが麻薬のリハビリセンターに入っていたことを知り、クロウの部下のチャンドラに知らせる。クロウは15年の懲役となる司法取引を受け入れるようナズを説得するが、チャンドラは拒否するよう勧める。ナズは司法取引を拒否し、クロウは事件を投げ出してチャンドラに任せるが、無償弁護ではなくなる。親切にしてくれた囚人のカルヴィンに襲われたナズは、フレディに保護を求める。 |                                         |                          |                                                 |                                            |                       |
| 5 | "魔女の季節" "The Season of the Witch"  | スティーヴン・ザイリアン | リチャード・プライス & スティーヴン・ザイリアン | 2016年8月7日                               | 1.37                  |
| フレディの保護のもとで、ナズは個室を与えられる。フレディのおぜん立てのもとで、カルヴィンを叩きのめす。フレディのために、ドラッグを拘置所に持ち込む。ストーンは3万ドルの報酬で、チャンドラと共同でナズを弁護することになる。アンドレアの家の前でナズを目撃した証人のトレヴァーは、指名手配中の犯罪者デュアンと一緒にいたことを隠していたことがわかり、ストーンはデュアンを追う。ボックスとワイスは検察側の証拠固めを行い、ナズが２人の男を断った後にアンドレアを乗せた監視カメラ画像を見つけ、計画的犯罪の証拠になると考える。ナズの体内にアンフェタミンの残滓があり、アンドレアの体内にはなかったことを知る。 |                                         |                          |                                                 |                                            |                       |
| 6 | "サムソンとデリラ" "Samson and Delilah" | スティーヴン・ザイリアン | リチャード・プライス & スティーヴン・ザイリアン | 2016年8月14日                              | 1.41                  |
| ナズの両親は不本意な仕事に就く。フレディはナズに携帯を与える。ボックスはナズが高校時代に暴力事件を起こして転校したことを知る。チャンドラはガソリンスタンドでアンドレアと話した男デイを見つけて会う。公判が始まる。ストーンはアンドレアが母親エヴェリンの遺産で贅沢なタウンハウスに住んでいたことを知る。エヴェリンのフィナンシャル・アドバイザーのレイは、アンドレアの義父のドンが年上の女性から金を巻き上げることで知られていたと語る。事件の直前、アンドレアは母の遺産の一部をドンに渡すことを拒否したことがわかる。 |                                         |                          |                                                 |                                            |                       |
| 7 | "平凡な死" "Ordinary Death"             | スティーヴン・ザイリアン | リチャード・プライス & スティーヴン・ザイリアン | 2016年8月21日                              | 1.76                  |
| 検察側の呼んだ病理学者はナズの手の傷がナイフを刺して失敗した時のものだと証言し、弁護側の呼んだ病理学者のワッツは反駁する。ナズの高校時代の暴力事件と大学でのアンフェタミン販売がさらけ出される。ストーンはドンを調べたことが知られて、勤務先のジムでドンに脅される。チャンドラは思わずナズとキスをしてしまう。ストーンはボックスが現場からナズの喘息吸引器を持ち去ったことを知って、引退間際のボックスを法廷に召喚する。ナズは、囚人ヴィクターに口唇性交をしていた若い囚人が自殺したのを見てフレディに打ち明け、フレディはヴィクターを殺す。 |                                         |                          |                                                 |                                            |                       |
| 8 | "野生の呼び声" "The Call of the Wild"   | スティーヴン・ザイリアン | リチャード・プライス & スティーヴン・ザイリアン | 2016年8月28日                              | 2.16                  |
| 事件の夜ナズとアンドレアを目撃したトレヴァー、デュアン、デイに加えてドンが法廷で証言しそれぞれ無実を主張する。ストーンの反対を押し切ってチャンドラはナズに証言させ失敗する。ボックスは監視カメラの映像を調べて、アンドレアが暴力傾向のあるレイにつきまとわれていたことを知る。レイがアンドレアの金を使い込み、殺害現場にもいた証拠をつかむが、ワイスは無視してナズの裁判を続行する。最終弁論の直前、フレディはチャンドラとナズがキスした映像をストーンに送って審理無効を狙うが、クロウがチャンドラを解雇するだけの結果に終わる。ストーンはアレルギーの発作と戦いながら最終弁論を行う。陪審員は評決に達せず、ワイスは訴追を取り下げる。ナズは釈放されて家に帰るが、家族や友人との関係は気まずくなる。ボックスとワイスはレイを追及する。 |                                         |                          |                                                 |                                            |                       |